# Heinturm

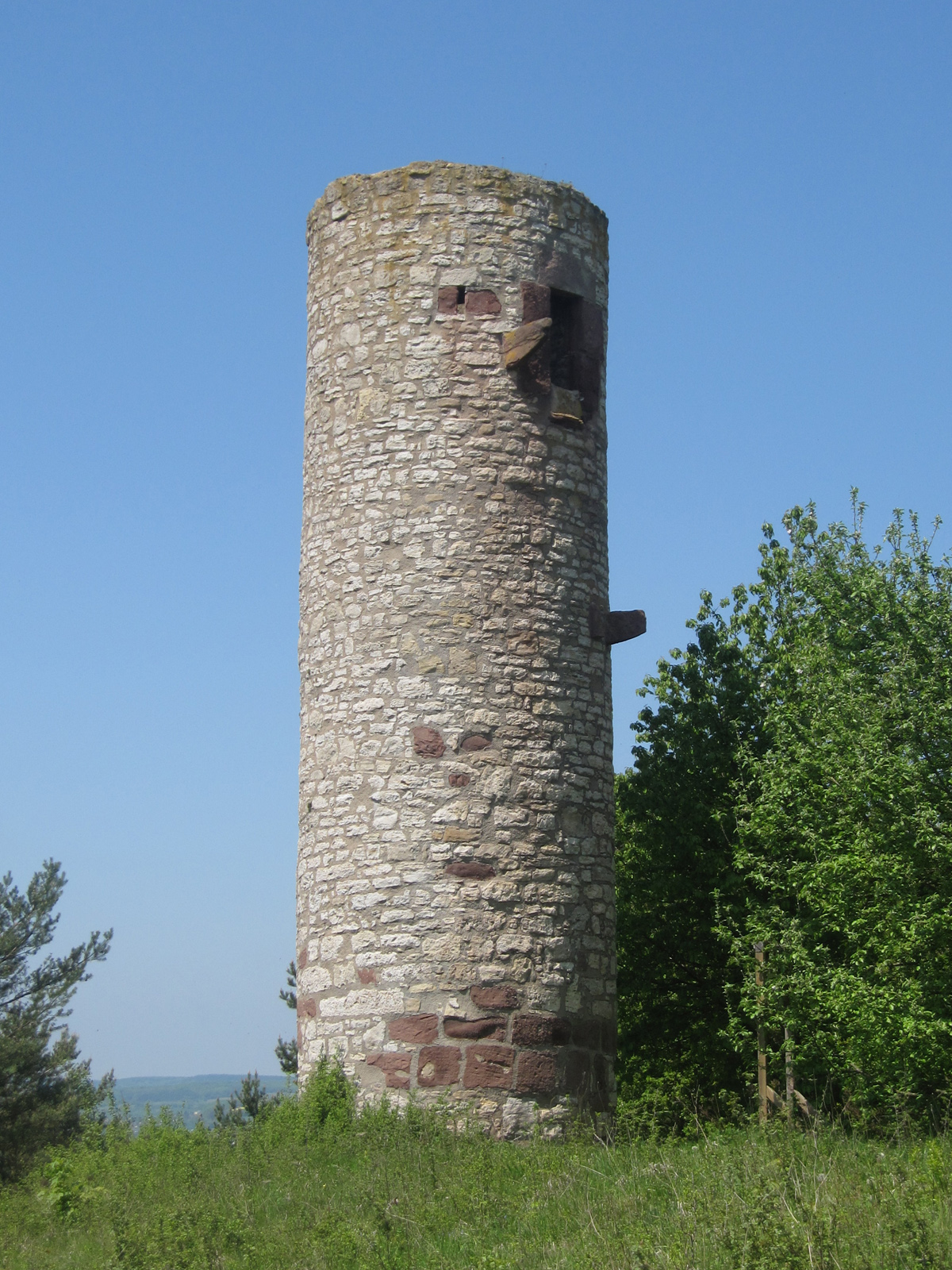
Heinturm (Südostseite)

Der Heinturm ist ein ab 1430 auf dem Heinberg (258,6 m) bei Ossendorf errichteter ehemaliger Wartturm der Stadt Warburg. Der weithin sichtbare Turm hat eine Höhe von 12 Metern.
Der Bau eines Turmes „auf dem Gratberge“ wurde 1430 durch den Landesherrn der Stadt Warburg, dem paderbornischen Fürstbischof und kölnischen Kurfürsten Dietrich II. von Moers veranlasst. Es heißt in der Gründungsurkunde, es solle auf dem Turm „Tag und Nacht ein Wachtmann sitzen“ und dieser müsse geloben und schwören, „unseren lande und lyden truwe und hold to syne unde den schaden to erwarten“.
Der Turm erlangte zuletzt während der Schlacht bei Warburg am 31. Juli 1760 Bedeutung. Französische Truppen hatten es versäumt, den Heinberg zu besetzen, so dass ein überraschender Flankenangriff durch alliierte Truppen letztendlich die Schlacht entschied. Noch Anfang des 20. Jahrhunderts fand man Uniform- und Kanonenreste am Heinturm.
Der Turm kann von außen jederzeit besichtigt, aber nicht bestiegen werden.